# El Fenazar
El Fenazar es una pedanía del municipio de Molina de Segura, unos 14 kilómetros de distancia de esta localidad, en la Región de Murcia, España. Está rodeada por las sierras de la Espada, de Lúgar y de la Pila. Tiene unos 400 habitantes, que en verano, y gracias al turismo rural, llegan a ser 1000 residentes.
El Fenazar tiene como patrona a la Virgen Reina de los Ángeles, cuyos festejos se desarrollan durante el primer fin de semana del mes de agosto.
Un juego tradicional arraigado en el pueblo es el caliche, similar a la tuta.